# Strumigenys edaragona
Strumigenys edaragona  (лат.) — вид мелких земляных муравьёв из подсемейства мирмицины (Myrmicinae).Юго-Восточная Азия: Борнео (Сабах, Малайзия), Суматра (Индонезия).
Мелкие муравьи (около 2 мм) с сердцевидной головой, расширенной кзади. Длина головы HL 0,59—0,60 мм, ширина головы HW 0,41 мм (мандибулярный индекс MI 44—45). Головной дорзум с 4-6 отстоящими волосками у затылочного края. Обладают длинными жвалами с двумя апикальными шиповидными зубцами и одним преапикальным. Основная окраска тела коричневая. Усики 6-члениковые. Заднегрудка с 2 проподеальными шипиками.
Метаплеврон и бока проподеума гладкие. Сходен с представителями видового комплекса S. rofocala-complex. Отличается от близких видов Strumigenys uichancoi и Strumigenys rofocala наличием апикоскробальных волосков, явно отличающихся от предшествующих волосков головы.
Стебелёк между грудкой и брюшком состоит из двух члеников: петиолюса и постпетиолюса (последний четко отделен от брюшка), жало развито, куколки голые (без кокона). Предположительно, как и другие виды рода, специализированные охотники на коллембол. Вид был впервые описан в 2000 году английским мирмекологом Барри Болтоном (Лондон, Великобритания).